# Hokkaidō Nippon Ham Fighters
Die Hokkaidō Nippon Ham Fighters (jap. 北海道日本ハムファイターズ, Hokkaidō Nippon Hamu Faitāzu) sind eine japanische Baseball-Profimannschaft. Sie spielen in der Pacific League. Ihre Heimat war von 2004 bis 2023 Sapporo auf Hokkaidō. Die neue Heimspielstätte ist das im März 2023 eröffnete Es Con Field Hokkaido in Kitahiroshima. Vorher spielten sie in Tokio und Sapporo. Der Haupteigentümer der Mannschaft ist seit 1973 das Lebensmittelunternehmen Nippon Ham Ltd. mit Sitz in Osaka.

## Geschichte

Platzierung der Flyers und Fighters in der Pacific League seit der Gründung der Liga. Rote Punkte markieren Siege der Nippon Series.

Das Team wurde 1946 als Senators in Tokio gegründet. Gründer war Yokozawa Saburō, der vor dem Krieg Manager der Tōkyō Senators gewesen war. Ein Jahr später stieg die Eisenbahngesellschaft Tōkyū Dentetsu ein, die Mannschaft hieß in den Spielzeiten 1947 und ab 1949 Tōkyū Flyers. 1948 beteiligte sich zusätzlich das Unternehmen Daiei – später Eigentümer der Daiei Hawks – an der Mannschaft, die für eine Saison als Kyūei Flyers spielte.
Seit Einrichtung der heutigen Ligastruktur 1949 spielt das Team in der Pacific League, anfangs nur mit mäßigem Erfolg. Nachdem die Mannschaft 1954 an das Unternehmen Tōei übertragen worden war, spielte sie als Tōei Flyers. 1959 erreichte sie erstmals eine winning season mit mehr Siegen als Niederlagen. Erst in den 1960er Jahren war sie unter anderem mit den koreanischen Outfieldern Isao Harimoto, Paek Incheon und dem First Baseman Katsuo Ōsugi unter dem ehemaligen Giants-Manager Mizuhara Shigeru einige Erfolge ein. Allerdings konnten die Flyers lediglich 1962 den ersten Platz der Pacific League erringen und spielten anschließend die Nippon Series gegen die Hanshin Tigers. Nach zwei Auftaktniederlagen und einem Unentschieden gewannen sie die nächsten vier Spiele und somit ihren ersten Meistertitel.
Nachdem Mizuhara die Flyers nach der Saison 1967 verlassen hatte, stellte sich eine neue Durststrecke ein. Die Spielzeit 1968 endete mit einer Siegquote von .392 auf dem letzten Platz, und bis 1978 beendete die Mannschaft jede Saison in der unteren Tabellenhälfte. 1973 hatte zunächst die Immobilienfirma Nittaku Home das Team übernommen, das nun als Nittaku Home Flyers spielte. Schon im November 1973 wurde es an Nippon Ham weiterverkauft und hieß nach 27 Jahren als Flyers fortan Nippon Ham Fighters.
Unter Manager Keiji Ōsawa (1976–84, 1993–94) gelangen den Fighters zwischen 1979 und 1983 fünf winning seasons und ein erster Platz 1981, als sie die Nippon Series 2-4 gegen die Giants verloren. 1993, als er das Team erneut übernahm, wurde es Zweiter mit nur einem Spiel Rückstand hinter den in dieser Zeit dominierenden Seibu Lions. Allerdings stürzten die Fighters schon in der nächsten Saison auf den letzten Platz ab, und es folgten erneut schwächere Jahre mit nur drei zweiten Plätzen 1993, 1996 und 1998. Die größte Schwäche der Mannschaft war seit den 1970er Jahren regelmäßig das Pitching: Zwischen 1970 und 2000 lag der Team-ERA zwölfmal über 4.00 und nur viermal unter 3.50. Die Offensive wurde durch viele ausländische Batter mit starkem Power Hitting (Extra Base Hits, insbesondere Home Runs) verstärkt, darunter Bobby Mitchell (OF, 1976–79), Tony Solaita (DH, 1980–83) und Matt Winters (OF, 1990–1994).
2003 wurde Trey Hillman, ehemaliger Coach in der Minor League Baseball, als Manager verpflichtet. Ein Jahr später zog die Mannschaft nach Sapporo um, dem Namen wurde die Ortsbezeichnung Hokkaidō vorgestellt. Im selben Jahr, 2004, begann der starke Batter Fernando Seguignol bei den Fighters und erzielte die meisten Homeruns der Liga, im Herbst wurde der persisch-japanische Pitcher Yū Darvish gedraftet. Nach einer schwachen Saison 2005 wurde die Mannschaft zweimal hintereinander Erster der Pacific League. 2006 gewann sie die Nippon Series 4-1 gegen die Chūnichi Dragons und so ihren zweiten Meistertitel. Anschließend schlug sie die LaNew Bears, die Samsung Lions und die China Stars in der Konami Cup Asia Series. 2007 verloren die Fighters die Neuauflage der Nippon Series des Vorjahres 1-4, entschieden durch ein Perfect Game im fünften Spiel. Hillman verließ die Fighters nach der Saison 2007, sein Nachfolger wurde Nashida Masataka, bis 2004 Manager der Osaka Kintetsu Buffaloes.
Seit ihrer Gründung erzielte die Mannschaft bis einschließlich 2010 eine Siegquote von .476 mit 3952 Siegen, 4347 Niederlagen und 318 Unentschieden.

## Berühmte Spieler und Manager

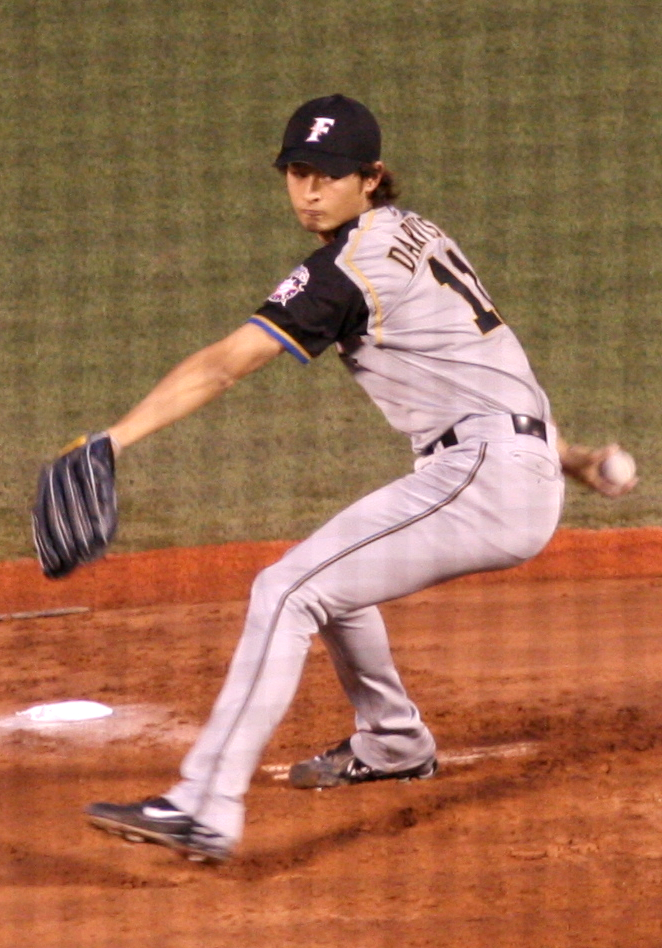
Yū Darvish im Trikot der Fighters.

Gegenwärtig berühmtester Spieler der Mannschaft ist der Pitcher Yū Darvish, der bereits in seiner dritten Saison 2007 die Liga dominierte und den Sawamura Award gewann. Weitere bekannte ehemalige und gegenwärtige Spieler sind:
- Masayuki Dobashi (P, 1956–1975)
- Isao Harimoto (OF, 1959–1975)
- Makoto Shimada (OF, 1977–1990)
- Yasumitsu Shibata (P, 1984–1997)
- Yukio Tanaka (SS, 1986–2007)
- Yukihiro Nishizaki (P, 1987–1997)
- Tsutomu Iwamoto (P, 1990–2005)
- Atsushi Kataoka (3B, 1992–2001)
- Kip Gross (P, 1994–1998)
- Makoto Kaneko (SS, 1995–)
- Satoru Kanemura (P, 1995–2007)
- Tsuyoshi Shimoyanagi (P, 1996–2002)
- Hiromitsu Ochiai (3B, 1997–98)
- Nigel Wilson (DH, 1997–2001)
- Michihiro Ogasawara (3B, 1997–2006)
- Hichori Morimoto (OF, 1999–)
- Kensuke Tanaka (2B, 2000–)
- Tomochika Tsuboi (OF, 2003–)
- Hisashi Takeda (P, 2003–)
- Tsuyoshi Shinjo (OF, 2004–2006)
- Micheal Nakamura (P, 2005–2008)
- Atsunori Inaba (OF, 2005–)
- Shohei Ohtani (P/OF/DH, 2013–2017)

Die Rückennummern 100 des Owners Ōkoso Yoshinori (1973–2005) und 86 von Manager Keiji Ōsawa (1976–84, 1993–94) werden in Ehrung ihrer Verdienste für das Team nicht mehr vergeben.

## Stadion
Von 2004 bis 2023 war der Sapporo Dome die Heimspielstätte der Hokkaidō Nippon Ham Fighters. Mit rund 40.500 Plätzen für die Nutzung zu Baseballspielen. Es wurde für die Fußball-Weltmeisterschaft 2002 mit ausfahrbarem Spielfeld als kombiniertes Baseball- und Fußballstadion konzipiert. Die Betreibergesellschaft gehört zu 55 % der Stadt Sapporo. Am 14. März 2023 wurde das Es Con Field Hokkaido mit 35.000 Plätzen und schließbarem Dach in Kitahiroshima eröffnet. Es ist das zweite Stadion der Nippon Professional Baseball, nach dem Fukuoka PayPay Dome der Fukuoka SoftBank Hawks, mit einer schließbaren Dachkonstruktion. Der Eigentümer und Betreiber ist das Lebensmittelunternehmen Nippon Ham Ltd. Die erste Ligapartie am 30. März verloren die Ham Fighters vor 31.092 Zuschauern mit 1:3 gegen die Tōhoku Rakuten Golden Eagles.
Vor ihrem Umzug nach Hokkaidō spielten die Fighters im 1988 fertiggestellten Tokyo Dome, davor (auch als Senators und Flyers) im Kōrakuen-Stadion an derselben Stelle. Von 1953 bis zur Schließung 1961 spielte die Mannschaft im Komazawa-Baseballstadion (駒澤野球場, Komazawa Yakyūjō) mit 20.000 Plätzen im Olympiapark Komazawa in Setagaya, danach 1962 und 1963 im Meiji-Jingū-Stadion in Shinjuku.

## Organisation
Seit 2003 ist die Mannschaft als Aktiengesellschaft organisiert: Die Kabushiki-gaisha Hokkaidō Nippon Hamu Faitāzu (株式会社北海道日本ハムファイターズ) mit Sitz im Toyohira-ku von Sapporo gehört hauptsächlich Nippon Ham als „Grand Partner“, beteiligt sind als „General Partner“ auch andere Großunternehmen wie die JR Hokkaido, Sapporo Beer oder die Hokkaidō Shimbun.

## Zweite Mannschaft
Kamagaya Fighters, Eastern League, Kamagaya Fighters Stadium, Kamagaya, Präfektur Chiba